# Andronikos II Megas Komnenos
Andronikos II Megas Komnenos (Grieks: Ανδρόνικος Β΄ Μέγας Κομνηνός) (±1240-1266) was van 1263 tot 1266 keizer van Trebizonde.

## Leven
Andronikos II was de oudste zoon van keizer Manuel I Megas Komnenos en diens eerste vrouw Anna Xylaloë. Hij volgde in 1263 zijn vader op, maar stierf al in 1266. Na zijn dood besteeg zijn halfbroer Georgios de troon.